# 帝都幻談
『帝都幻談』（ていとげんだん）は、荒俣宏の伝奇小説。『週刊文春』1997年5月1・8日合併号から11月27日号にかけて連載され、後に大幅に加筆・修正を加えた単行本上巻とその続編である書き下ろしの下巻が発売された。また、本作の続編『新帝都物語』も執筆された。『帝都物語』や『新帝都物語』と違い「○○篇」といった副題はないが、『新帝都物語』の奥付けで「帝都物語・幕末篇とも呼ぶべき作品」と記されている。カバーイラスト、挿絵は水木しげるが担当、まえがきは京極夏彦が執筆している。

## 概要
天保11年（1840年）から安政2年（1855年）にわたり、江戸を滅ぼそうとする稲生武太夫、加藤重兵衛ら魔人たちと、それを阻止しようとする遠山景元、平田篤胤たちの霊的な戦いを描いている。『帝都物語』の前日談とも言える作品で、『帝都物語』同様、実在の人物が物語の中枢を占め、実際に起こった事件が絡んでくる。

## 登場人物
- 加藤重兵衛（かとう じゅうべえ） - 安倍晴明に連なる陰陽師。古代ヤマトの怨念そのものであり、日本を滅ぼそうとする。
- 稲生武太夫（いのう ぶだゆう） - 「稲生物怪録」の主人公。1ヶ月にわたり妖怪の脅しに耐え、山本五郎左衛門から妖怪を呼び出す「木槌」を授かった。
- 平賀源内（ひらが げんない） - 武太夫の木槌を手に入れ、蝦夷の怨霊を呼び出し、幕府への復讐を企む。
- 遠山景元（とおやま かげもと） - 遠山の金さんとして知られる北町奉行。幕府と町民の間で葛藤しながらも、平田篤胤と協力し、蝦夷の怨霊と対決する。
- 平田篤胤（ひらた あつたね） - 国学者。霊界研究を源内の怨霊召還に利用されてしまう。後に博識を生かし、遠山と共に怨霊と戦う。
- 寅吉（とらきち） - 7歳の頃に杉山僧正なる人物と邂逅し、天狗界を見聞するに至る。霊名は高山嘉津間（たかやま かつま）。
- 鳥居耀蔵（とりい ようぞう） - 幕政改革の急先鋒であり、町民の立場を守る遠山と政治的に対立している。加藤を部下に従えていたが、その権力を加藤に利用されていた。
- 平田銕胤（ひらた かねたね） - 平田篤胤の娘婿。篤胤亡き後の平田学派を束ね、加藤重兵衛の江戸破壊に対抗する。
- 平田おちょう（ひらた -） - 平田篤胤の実娘で、平将門を祀る巫女。父篤胤を守護霊とする。
- 藤田東湖（ふじた とうこ） - 水戸藩の重鎮。アテルイの首を狙う加藤と対決する。
- 田村幸四郎（たむら こうしろう） - 徳川幕府旗本。呪術は一切使えないが北辰一刀流千葉道場師範代。平田学派の門弟。
- 田中久重（たなか ひさしげ） - 「からくり儀右衛門」として知られる技術者。万年時計を用いて加藤の呪術を封じる。平田学派と土御門家の両方に門弟として名を連ね、両者の仲介を果たす。
- 土御門晴雄（つちみかど はれたけ） - 陰陽道の総本山、土御門家の総帥。田中久重の頼みでアテルイの鎮魂に協力する。
- 平井保昌（ひらい やすまさ） - 『帝都物語』に登場する平井保昌と同一人物と思われる。土御門晴雄の信頼厚い陰陽道の麒麟児。
- 宮木野（みやぎの） - 安倍晴明に駆逐された蘆屋道満の一族、蘆屋党の末裔。安倍晴明の末裔である加藤に敵対するが、共に大和朝廷に駆逐された日本国先住民の子孫であることから共闘する。
- アテルイ - 蝦夷の大怨霊。その首は水戸の城において鎮魂されている。
- アヤカシ - 蝦夷の怨霊。アヤカスとも呼ばれる。口から毒霧を吐く妖術を使い、大和朝廷にまで攻め入った荒蝦夷の首長。
- ツキノイ - 蝦夷の怨霊。ツキノエとも呼ばれる。国後島の英雄であり、松前藩と対立するも後に和解。蝦夷と松前の調停者となる。
- 平将門（たいらの まさかど） - 江戸の産土神。

## 呪具
- 天石笛 - あまのいわぶえと読む。自然界に存在する穴の空いた石。吹き鳴らすことで妖怪を呼び寄せる。
- 木槌（偽） - 稲生物怪録の主人公、稲生武太夫が幽冥界のオオクニヌシ（大黒天）から授かったと豪語していた木槌。後に平賀源内の手に渡る。
- 木槌（真物） - 稲生武太夫が山ン本五郎左衛門の所有していたものを偽者と摩り替えて自宅に保管していた。
- 生首細工 - アテルイの斬首された生首を模して平賀源内が制作したもの。目が開くからくりが仕込んである。
- 生首 - 水戸藩で代々魂鎮めの儀式を行っているアテルイの生首そのもの。強大な怨念が篭っている。
- 万年時計 - 太陰暦による和時計の時間と太陽暦による西洋時計の時間を同時に表示する時計。時間の隙間を埋めることで魔の侵入を防ぐ。